# Jan Eildert Tuin
Jan Eildert Tuin (Losser, 13 augustus 1889 – Zutphen, 7 augustus 1965) was een Nederlandse burgemeester tijdens de Tweede Wereldoorlog voor de NSB.

## Leven en werk
Tuin was een zoon van de rijksambtenaar Filippus Tuin en Alida Zwaantina Smith. De in het Groningse Veendam woonachtige Tuin werd in 1944 door de Duitse bezetter benoemd tot burgemeester van de Drentse gemeente Gasselte. Hij verving daar burgemeester Gaarlandt, die door de bezetter gevangen was gezet in de kampen Amersfoort en Vught. Tuin was hoofdbestuurslid van de Groninger Waterschapsbond.
Tuin trouwde op 5 juni 1919 te Odoorn met Annechiena Ailkina Germs, dochter van een landbouwer uit Odoorn. Hij overleed in augustus 1965 op 75-jarige leeftijd in Zutphen.